# Самсонов, Микаэл Ефимович
Микаэ́л Ефи́мович Самсо́нов (бел. Мікаэл Ефімавіч Самсонаў) — белорусский виолончелист-виртуоз, лауреат международных конкурсов.

## Биография
Родился в Минске. В возрасте 5 лет начал учиться играть на скрипке на подготовительном отделении в детской музыкальной школе №8 г. Минска. В 1984 г. Микаэл пробовал поступить в Республиканскую гимназию-колледж при БГАМ снова на скрипку, но не прошел отбор. Абсолютный слух Микаэла заметил педагог из приемной комиссии гимназии-колледжа Владимир Перлин, который взял его в свой виолончельный класс на испытательный срок в полгода в порядке исключения, поскольку набор уже был завершен. В 11 лет состоялся дебют Микаэла на сцене Белорусской Государственной филармонии с концертом Сен-Санса для виолончели a-moll.
Являлся стипендиатом специального фонда Президента Республики Беларусь по поддержке талантливой молодежи и стипендиатом российского фонда Новые имена.
Микаэл учился в Белорусской государственной академии музыки у Е.Л. Ксавериева, Е.Н. Фещенко, в Гиллдхоллской школе музыки и театра в Лондоне у Стефана Попова; в 2004 г.с отличием закончил Штутгартскую высшую школу музыки и театра в классе Наталии Гутман; также проходил обучение в Кёльнской высшей школе музыки у Альбан Берг квартета и Бориса Пергаменщикова, Высшей школе музыки Карлсруэ у Йорга-Вольфганга Яна.
Использует метода Фельденкрайза при игре на виолончели.

## Признание
- Первая премия Всесоюзного конкурса виолончелистов в г. Краснодар, CCCP, 1989 г.
- Лауреат премии Всесоюзного конкурса виолончелистов; III премия на европейском конкурсе Светослав Обретенов в г. Провадия, Болгария, 1989 г.
- Лауреат международного конкурса Концертино Прага, Чехословакия, 1991 г.
- Первая премия на конкурсе камерной музыки Фонда Бадена, Германия, 2002.
- Лауреат международного конкурса камерной музыки в Карлсруэ, Германия, 2004.
- Абсолютный победитель международного конкурса в г. Падуя, Италия, 2009.

## Дискография
- Eight Strings - Kodály - Cirri - Halvorsen - Glière — Oehms Classic, 2010.
- Eight Strings - Present — Oehms Classic, 2012.